# Coro Stelutis
Il Coro Stelutis (Bologna, 1947) è stato fondato e diretto fino al gennaio del 2008 dal Maestro Giorgio Vacchi, coadiuvato dal 1999 dalla figlia Silvia Vacchi. Il repertorio attinge dal canto popolare e folcloristico della tradizione dell'Emilia-Romagna e dell'Italia settentrionale, con numerose armonizzazioni dello stesso maestro Vacchi.

## Storia
Dopo le prime esperienze di canti montanari, con un organico tutto maschile, negli anni '60 il coro cominciò ad assumere una propria identità artistica.
Negli anni '70 il maestro Vacchi si convinse dell'importanza della ricerca della tradizione contadina e popolare del territorio emiliano.
Da allora il lavoro incessante del Coro Stelutis e dei suoi collaboratori (fra cui altri gruppi musicali regionali), effettuato autonomamente, ma con criteri scientifici, ha portato alla catalogazione di oltre cinquemila canti.
Dalla memoria di anziani testimoni di un mondo contadino e popolare ormai scomparso, moltissimi di questi canti sono stati "riportati in vita" e armonizzati dal maestro Vacchi, andando a comporre in massima parte l'attuale repertorio del Coro.
Moltissimi di questi brani sono entrati nel repertorio di altri cori, e per questo lavoro di ricerca e di composizione Giorgio Vacchi ha avuto numerosi premi e riconoscimenti nazionali.
Fra le file del Coro Stelutis cantarono, negli anni '70, anche alcuni personaggi poi diventati noti come i due attori comici Gigi e Andrea ed alcune collaborazioni con il cantautore Francesco Guccini.
Nel 1990 il Coro introdusse oltre alle voci maschili due sezioni femminili (soprani e contralti) ampliando l'espressività e le potenzialità polifoniche.
Nel 2000 il Coro ha spostato la sua sede in un'antica casa colonica alla periferia est di Bologna, denominata la "Tîz" (fienile, in dialetto bolognese): la sede, ricavata appunto da un vecchio fienile acquistato con il contributo volontario dei coristi, fu completamente ristrutturata nel giro di tre anni dal lavoro dei componenti e amici del Coro, oltre che con l'aiuto economico di alcune fondazioni.

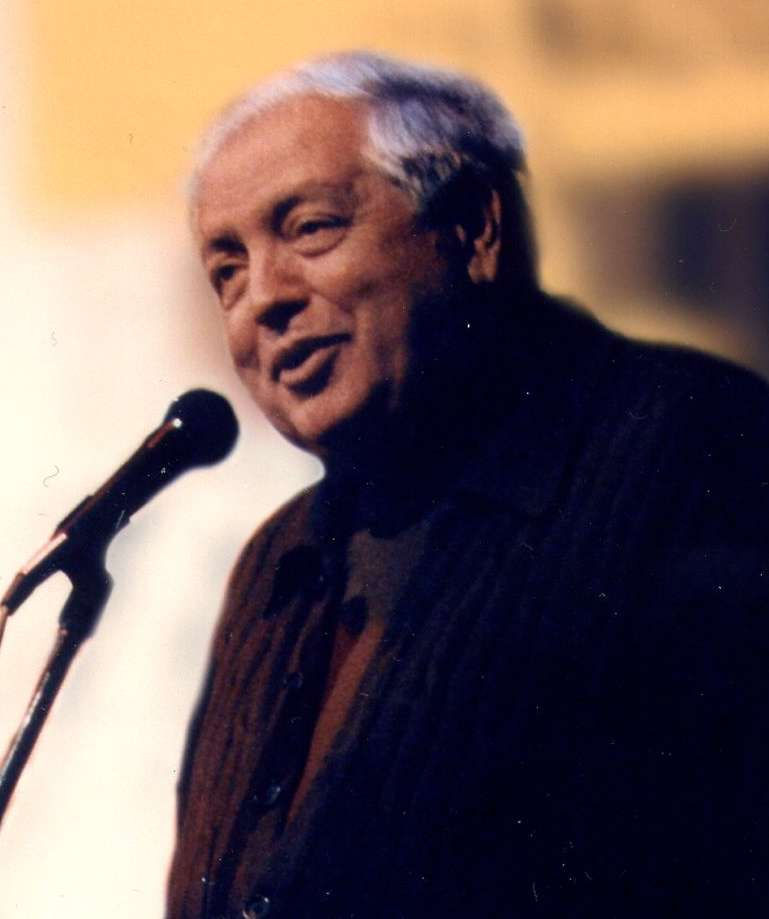
Giorgio Vacchi, 1932 - 2008, fondatore del Coro Stelutis

Dal 2008 Silvia Vacchi dirige il coro, raccogliendo l'eredità artistica del padre, maestro Giorgio Vacchi.

## Tournée e concerti
Sono oltre seicento i concerti eseguiti dal Coro, quasi tutti registrati e documentati.
Il coro si è esibito in importanti teatri italiani: al Filarmonico di Verona, al S. Babila di Milano, al Teatro Regio di Parma, al Teatro Comunale di Bologna, alla Haus der Cultur di Bolzano, al Teatro Bonci di Cesena e al Rossini di Pesaro.
Fra le tournée all'estero:
- Quattro tournée negli Stati Uniti d'America, con concerti a Baltimora, Washington, New York, Filadelfia, Carlisle ed in diverse Università americane.
- Tournée in Brasile, con due concerti nella capitale San Paolo e al Festival Internazionale di Criciùma

## Discografia
- Canti della montagna - Leonsolco Milano LP 45 Master Linguaphone (1966)
- Nella vita di un uomo c'è sempre una canzone - EMI Odeon LP 33 - 3C 54 17945 Master Antoniano BO (1973)
- Nella vita di un uomo c'è sempre una canzone - Emi Odeon Cassette - 3C 54 17945 Master Antoniano BO (1973)
- Canti della nostra terra - EMI Odeon LP 33 - 3C 54 18089 Registrazione Gianni Malatesta (1976)
- Canti della nostra terra - EMI Odeon Cassette - 3C 244 18089 - Registrazione Gianni Malatesta (1976)
- Semplicemente cantando - EMI Odeon LP 33 - 3C 064 18314 Registrazione Gianni Malatesta (1979)
- Voci... come un alito di vento - Carisbo LP 33 - Stel 813 Registrazione Gianni Malatesta (1980)
- Cantare, perché? - Stelutis 2801 LP 33 Registrazione Gianni Malatesta (1983)
- Stelutislive - Stelutis ENTA 4806 Cassette Registr. Registrazione Gianni Malatesta (1984)
- Per amore o per forza - Carisbo Stel 9801 Cassette Registrazione Gianni Malatesta (1989)
- I Signori a la cariola - Stelutis Stel 19901 LP 33 Registrazione Gianni Malatesta (1990)
- I Signori a la cariola - Stelutis PSS Record 91/1003 Cassette Registrazione Gianni Malatesta (1991)
- Canti emiliani - Stelutis Stel 99601.2 CD Registrazione Gianni Malatesta (1996)
- Canti emiliani - Stelutis Stel MC 99601.3 Cassette Registrazione Gianni Malatesta (1996)
- Ci vuol pazienza - Stelutis Stel 2001 CD Registrazione Gianni Malatesta (2002)
- O Santa Madre - Stelutis CD Registrazione Nando Focacci (2005)
- Dormi! - Stelutis CD Registrazione Nando Focacci (2008)
- Lazzarona! - Stelutis CD Registrazione Nando Focacci (2012)

### Collaborazioni
- D'amore di morte e di altre sciocchezze di Francesco Guccini (1996)

## Galleria d'immagini

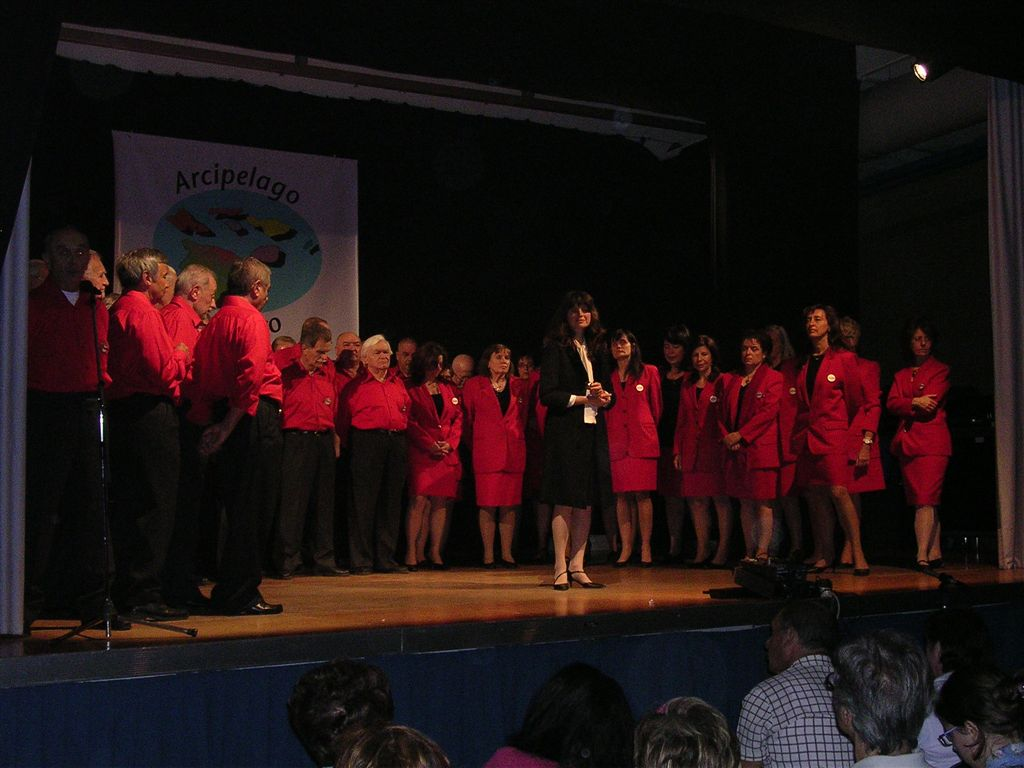
Il Coro Stelutis in concerto a Pianoro
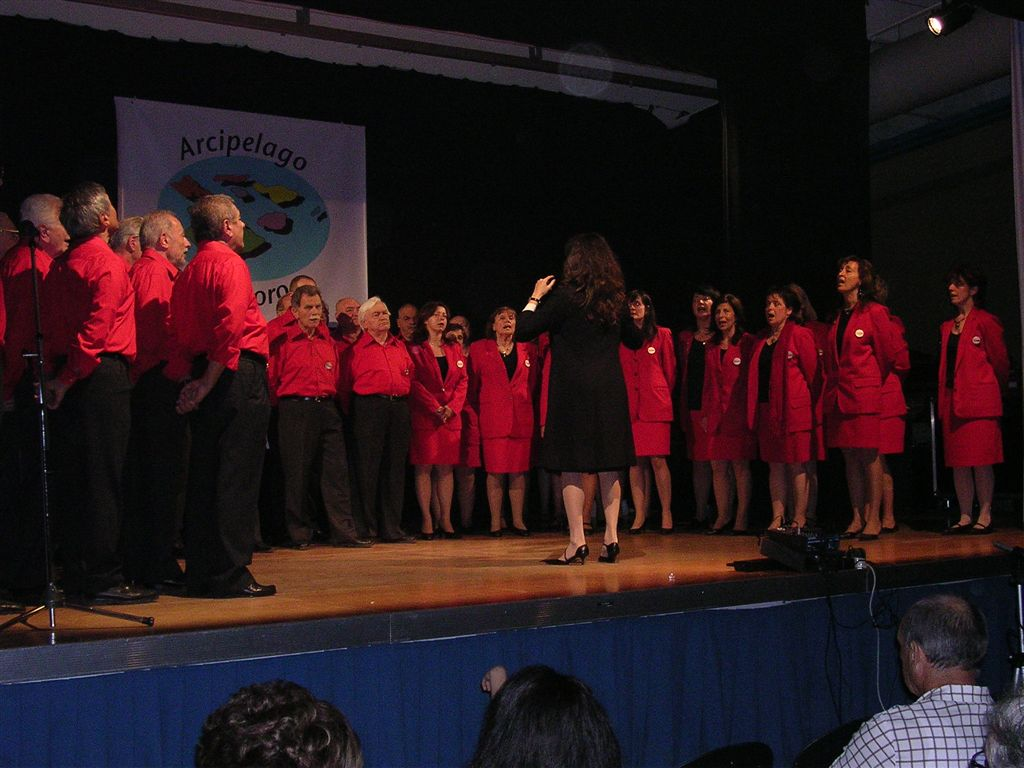
Direzione di Silvia Vacchi